# Carl G. Lagergren
Carl Gustaf Lagergren, känd som Carl G. Lagergren, född den 21 juni 1846 i Östersund, död 1941, var en svensk-amerikansk teolog.

## Biografi
Lagergren inskrevs 1871 vid Uppsala universitet, men avbröt efter kort tid studierna och var 1871–1883 föreståndare för den ett par år förut organiserade baptistförsamlingen i Uppsala och 1883–1889 pastor i en baptistförsamling i Sundsvall. Åren 1873–1883 redigerade han Evangelisten, senare kallad Svärdet och Murslefven, var redaktör för Predikaren 1876–1879 samt tog livlig del i nykterhetsarbetet (ett femtiotal absolutistiska nykterhetsföreningar tillkom på hans initiativ). På kallelse av Svenska baptisternas i Amerika allmänna konferens flyttade han 1889 till Chicago för att bli rektor för det i förstaden Morgan Park belägna Svenska baptistseminariet. På denna post kvarstod han till 1922. Han var allmänna konferensens ordförande vid fyra tillfällen. Av Western University of Pennsylvania tilldelades honom 1907 teologie doktorsgrad. Han utgav över ett tjugutal skrifter i dop-, nattvards- och församlingsfrågor samt ett stort arbete i systematisk teologi, Bibelns grundläror (7 delar i 4 band, 1922–1924).